# Henry Zakka
Henry Zakka (ur. 29 lipca 1956 w Caracas) – wenezuelski aktor i reżyser telewizyjny pochodzenia japońskiego.

## Wybrana filmografia

### telenowele
- 1985: Cristal jako Adán Marshall
- 2010: Duch Eleny jako Alan Martin
- 2010: Aurora jako Ignacio Miller
- 2011: Dom po sąsiedzku jako Igor Mora
- 2011: Pokojówka na Manhattanie jako Amador Colina
- 2013: Pasión Prohibida jako Guillermo Arredondo
- 2014: Królowa serc jako Octavio de Rosas
- 2016: Przeznaczenie Evy (Eva la Trailera) jako Robert Monteverde
- 2017: La Fan jako dr Machado
- 2018-2019: Miłość po grób (Amar a muerte) jako Camilo Guerra[3]
- 2020: Rubí jako Boris, ochroniarz Rubí Perez Ochoy